# Rhacophorus owstoni
Rhacophorus owstoni är en groddjursart som först beskrevs av Leonhard Hess Stejneger 1907.  Rhacophorus owstoni ingår i släktet Rhacophorus och familjen trädgrodor. IUCN kategoriserar arten globalt som livskraftig. Inga underarter finns listade i Catalogue of Life.